# 高帽钟螺
高帽钟螺（学名：Tectus fenestratus），是原始腹足目钟螺科Tectus的一种。主要分布于越南、印度尼西亚、台湾，常栖息在浅海。